# Interessengemeinschaft Baupflege Nordfriesland & Dithmarschen
Die Interessengemeinschaft Baupflege Nordfriesland & Dithmarschen (kurz IG Baupflege bzw. IGB, bis 2004 Interessengemeinschaft Baupflege Nordfriesland) setzt sich für den Erhalt der historischen Baukultur und der darin eingebundenen Kulturlandschaft in Nordfriesland und Dithmarschen ein. Ein Schwerpunkt ist die „nordfriesische Bauernhauslandschaft“. Diese besteht aus den Grundformen „niederdeutsches Hallenhaus“ (südöstliche Geest, Nordfriesland), „Haubarg“ (Landschaft Eiderstedt) und den beiden Langhausformen „Geesthardenhaus“ sowie „Uthlandfriesisches Haus“. Damit gemeint sind überwiegend landwirtschaftlich genutzte Gebäude in Ziegelbauweise, die von 1600 bis etwa 1900 in Nordfriesland errichtet worden sind. Als weiterer Schwerpunkt kommt insbesondere der Einsatz für die Heimatschutzarchitektur in Nordfriesland und Dithmarschen hinzu, die um die Wende vom 19. zum 20. Jahrhundert entstand. Die IG Baupflege ist am Nordfriisk Instituut in Bredstedt beheimatet.

## Geschichte der IG Baupflege
Als ein Ergebnis des 14. Friesenkongresses auf Sylt im Jahr 1979 gründete im Folgejahr eine Gruppe von jungen Handwerkern, Architekten und Künstlern unter der Initiative von Carl Ingwer Johannsen, Gerd und Rainer Kühnast die IG Baupflege als Arbeitsgruppe am Nordfriisk Instituut. Sie setzt sich bis heute für den Erhalt und die Erforschung der nordfriesischen und dithmarscher Hauslandschaft ein. Besondere Herausforderungen ergeben sich durch den teilweisen Rückzug von Politik, von Staat und Kommunen aus dem Bereich der Baupflege einerseits und neue Großprojekte, wie Windkraftanlagen, Photovoltaikanlagen und Hochspannungstrassen, andererseits.

## Tätigkeiten
- Erhalt und Sanierung historischer Gebäude, z. B. Roter Haubarg (Witzwort), Kapitän-Tadsen-Haus (Langeneß), Historischer Gasthof „Zum Krug“ (Hockensbüll), Hans-Momsen-Haus (Fahretoft)
- Beratung und Erfahrungsaustausch unter Mitgliedern
- Kartierung erhaltenswerter Gebäude
- Fortbildung durch Exkursionen innerhalb und außerhalb der Region
- Durchführung von Ausstellungen und Fachveranstaltungen
- Herausgabe der Zeitschrift Der Maueranker seit 1981[3]
- Herausgabe von Fachpublikationen
- Stellungnahmen zu Gesetzentwürfen, zur Landesplanung und zu Bauvorhaben

## Online-Lexikon
Ein wichtiger Arbeitsbereich ist die Herausgabe eines umfangreichen Online-Lexikons zur Erhaltung und Weitergabe des in der IGB gesammelten Fachwissen über die nordfriesische Hauslandschaft. Es umfasst bisher (2024) drei von zehn geplanten Kapiteln.

## Auszeichnungen
- 1984: Deutscher Preis für Denkmalschutz (Silberne Halbkugel)
- 2001: Hans-Momsen-Preis des Kreises Nordfriesland für Gerd Kühnast als langjährigem Vorsitzenden
- 2018: Auszeichnung „Mensch des Jahres 2018“ für die ehrenamtliche Arbeit des IGB-Vorsitzenden Hans-Georg Hostrup. Die Wahl erfolgte durch Leser der Husumer Nachrichten.[5]
- 2024 Hans-Momsen-Preis für den IGB-Vorsitzenden Hans-Georg Hostrup „für seine großen Verdienste im Bereich der historischen Baukultur.“

## Weblink
- https://www.igbaupflege.de/